# It's a Blue World (album)
It's a Blue World è un album di Mel Tormé, pubblicato nel 1955 dall'etichetta discografica Bethlehem Records.

## Tracce
1. I Got It Bad (and That Ain't Good) (Duke Ellington, Paul Francis Webster) – 3:23
2. Till the Clouds Roll By (Jerome Kern, P. G. Wodehouse) – 2:54
3. Isn't It Romantic? (Lorenz Hart, Richard Rodgers) – 3:41
4. I Know Why (And So Do You) (Mack Gordon, Harry Warren) – 3:50
5. All This, and Heaven Too (Eddie DeLange, Jimmy Van Heusen) – 3:39
6. How Long Has This Been Going On? (George Gershwin, Ira Gershwin) – 3:33
7. Polka Dots and Moonbeams (Johnny Burke, Van Heusen) – 3:56
8. You Leave Me Breathless (Ralph Freed, Frederick Hollander) – 3:23
9. I Found a Million Dollar Baby (in a Five and Ten Cent Store) (Mort Dixon, Billy Rose, Warren) – 3:43
10. Wonderful One (Paul Whiteman, Ferde Grofé, Theodora Morse) – 3:17
11. It's a Blue World (George Forrest, Robert C. Wright) – 3:45
12. Stay as Sweet as You Are (Gordon, Harry Revel) – 3:21

## Formazione
- Mel Tormé - voce
- Marty Paich - arrangiatore
- Al Pellegrini
- Sandy Courage
- André Previn
- Russell Garcia